# Amphoropsyche janstockiana
Amphoropsyche janstockiana är en nattsländeart som beskrevs av Lazar Botosaneanu 1990. Amphoropsyche janstockiana ingår i släktet Amphoropsyche och familjen långhornssländor. Inga underarter finns listade i Catalogue of Life.